# Griendtsveen
Griendtsveen is een dorp in de Peel. Het behoort tot de gemeente Horst aan de Maas, in de Nederlandse provincie Limburg. Op 1 januari 2023 telde het dorp 530 inwoners.

## Geschiedenis
Griendtsveen werd rond 1885 gesticht. De geschiedenis van Griendtsveen is nauw verweven met de ontginning van de Peel. De spoorlijn van Eindhoven naar Venlo, aangelegd in 1866, was van groot belang bij de ontginning van het veengebied. Aannemer van deze spoorlijn (vanaf Helmond naar Venlo) was Jan van de Griendt (1804 - 1882), een koopman uit Den Bosch. Hij was in 1853 een van de oprichters van de "Maatschappij tot ontginning en vervening van de Peel", later omgedoopt in "Maatschappij Helenaveen". Van de Griendt stichtte het dorp Helenaveen. Zijn zoons Jozef en Eduard zetten zijn werk voort en stichtten het dorp Griendtsveen; beide dorpen zijn verbonden door de Helenavaart. Helenaveen ligt in Noord-Brabant, Griendtsveen in Limburg. In Griendtsveen was de Griendtsveen Turfstrooisel Maatschappij actief.
In 1895 werd de kerk van Griendtsveen gebouwd, omdat de afstand tot het naburige America te groot was.
Rond 1900 werden de fabrieken en huizen van Griendtsveen gebouwd. De gebouwen werden ontworpen door de architect Louis Kooken (1867 - 1940), gemeentearchitect van Eindhoven.
Na verloop van tijd was alle veen afgegraven en kreeg het dorp een woonfunctie. Het is wellicht het enige dorp in Limburg dat nooit een agrarische functie heeft gehad. In 1956 werd een einde gemaakt aan het alleenbezit door de maatschappij van Van de Griendt. Met deze normalisatie was de ontginning van de Peel ten einde.
Griendtsveen heeft een zeer schilderachtige ligging en heeft een beschermd dorpsgezicht.
De schrijver Toon Kortooms ligt in Griendtsveen begraven. Zijn vader was directeur van het Deurnese gemeentelijke veenbedrijf, dat bedrijf en zijn ouderlijk huis stonden "nog net" in de gemeente Deurne, maar vlak bij Griendtsveen. Zijn sociale leven speelde zich dus af in het dorp Griendtsveen.
De kunstenaar Anton Rooskens, als schilder bekend vanwege zijn betrokkenheid bij Cobra, werd in Griendtsveen geboren in 1906. Hij overleed in 1976 en ligt begraven in Amsterdam.
In 1944 werd in het gebied rond Griendtsveen zwaar gevochten. Het dorp liep hierdoor forse schade op. Ook de kerk was beschadigd, maar was er vergeleken met de rest van de bebouwing nog goed vanaf gekomen. Naast het oorlogsgeweld deden roof en plundering verder veel van de inventaris verloren gaan.
Griendtsveen lag bij de bevrijding zo'n 73 uur onder granaatvuur, afgevuurd vanuit Meijel door de Britten. Het dorp was vrijwel volledig geëvacueerd. Alleen de familie van de Berg en zijn vrouw (die net bevallen was) waren aanwezig, en wel in de kelder van Villa Sphagnum. De laatste stierf echter bij een van de laatste granaatinslagen.
Tot 31 december 2000 behoorde Griendtsveen tot de gemeente Horst die per 1 januari 2001 opging in de gemeente Horst aan de Maas.
Griendtsveen is een van de zeer weinige plaatsen in Nederlands-Limburg met een zuiver Brabants dialect. Andere dialecten in de omgeving hebben wel veel verwantschap met het Brabants maar horen meer tot de Kleverlandse groep.

## Bezienswaardigheden
Het gehele dorp is een monument, aangezien het een gaaf voorbeeld van een Peelontginningsdorp is. Tot de belangrijkste bouwwerken behoren:
- Sint-Barbarakerk, een neogotisch bouwwerk uit 1895.
- Pastorie in chaletstijl, Helenaveenseweg 20, uit 1895.
- Sint-Catharinagesticht, Helenaveenseweg 54, ontworpen door Louis Kooken, uit 1903.
- Marechausseekazerne, Helenaveenseweg 62-64, uit 1895.
- Openbare Lagere School, Helenaveenseweg 52, uit 1895, 1901, 1905.
- Postkantoor, Sint-Barbarastraat 37, ontworpen door Louis Kooken, uit 1900,
- Kantoor van de Maatschappij "Griendtsveen", aan Deurneseweg 1, door Louis Kooken, uit 1900.
- Villa "Sphagnum", villa van de familie Van der Griendt, door Jacques van Groenendael, uit 1897.
- Turfstrooiselfabriek, aan Deurneseweg 2, uit 1899.
- Enkele ophaalbruggen uit 1895 en 1905, over de Helenavaart en enkele dwarsgrachten.
- De 10 nog bestaande Apostelwoningen,[2] onder andere aan de Apostelweg.

## Musea
- Toon Kortooms Park

## Natuur en landschap
Griendtsveen ligt in de Peel, vrijwel op de provinciegrens met Noord-Brabant. De belangrijkste waterlopen zijn: de Helenavaart, waarlangs het dorp ligt, het Defensiekanaal, het Kanaal van Deurne en het, doodlopende, Griendtsveenkanaal. Het dorp ligt op een hoogte van ongeveer 31 meter.
De Peelreservaten Mariapeel en Het Grauwveen, en aan de Noord-Brabantse kant daarop aansluitend de Deurnese Peel, zijn uitgestrekte natuurgebieden, die bovendien nog cultuurhistorisch interessante overblijfselen bevatten van de vroegere turfwinning, zoals turfvaarten.
Ten noorden van de spoorlijn vindt men, afgezien van het reservaat Het Grauwveen en de bosschages langs het Defensiekanaal, vooral grootschalig landbouwgebied.
Vanuit Griendtsveen zijn, deels op Noord-Brabants grondgebied, gemarkeerde wandelingen door het veen uitgezet.

## Geboren in Griendtsveen
- Anton Rooskens (1906-1976), kunstschilder (COBRA-groep)
- Wim van Doorne (1906-1978), industrieel (DAF)

## Nabijgelegen kernen
Zeilberg, Ysselsteyn, Helenaveen, America, Liessel